# Gastrotheca helenae
Gastrotheca helenae är en groddjursart som beskrevs av Dunn 1944. Gastrotheca helenae ingår i släktet Gastrotheca och familjen Hemiphractidae. IUCN kategoriserar arten globalt som otillräckligt studerad. Inga underarter finns listade i Catalogue of Life.